# Stanislav Zore
Stanislav Zore, né le 7 septembre 1958 à Kamnik (Slovénie), est un poète et prélat franciscain slovène, archevêque de Ljubljana depuis 2014.

## Biographie
Après des études au lycée de Kamnik, il entre au noviciat franciscain de Nova Gorica le 1er septembre 1977, puis, le 2 septembre 1978, il fait sa première profession religieuse. Il prononce ses vœux solennels au sein de l'Ordre des frères mineurs le 4 octobre 1984. Licencié en théologie, il est ensuite ordonné prêtre à Ljubljana le 29 juin 1985. 
Il est d'abord nommé recteur de la basilique Notre-Dame de Brezje en 1989, puis il devient curé à Sveta Gora en 1995, jusqu'en 1998. Dans les années 1998-2004 et 2010-2014, il est le supérieur des Franciscains slovène. Il fut aussi président de la Conférence des institutions religieuses en Slovénie. 
Le 4 octobre 2014, il est nommé archevêque de Ljubljana par le pape François. Il devient alors le premier franciscain dans cette situation. Le 23 novembre 2014, il est consacré évêque par Juliusz Janusz, assisté de Andrej Glavan (de) et Stanislav Lipovšek. Il choisit la devise épiscopale : « Veselite se v Gospodu » (« Réjouis-toi dans le Seigneur »), issue de l'Ecclésiaste.
En 2015, il est l'un des chefs de file des opposants à la loi sur le mariage homosexuel en Slovénie, dont le référendum slovène de 2015 provoque l'annulation.

## Succession apostolique
Stanislav Zore a ordonné les évêques suivants :
- Évêque Franc Šuštar (2015)